# Sam Hunt (Sänger)

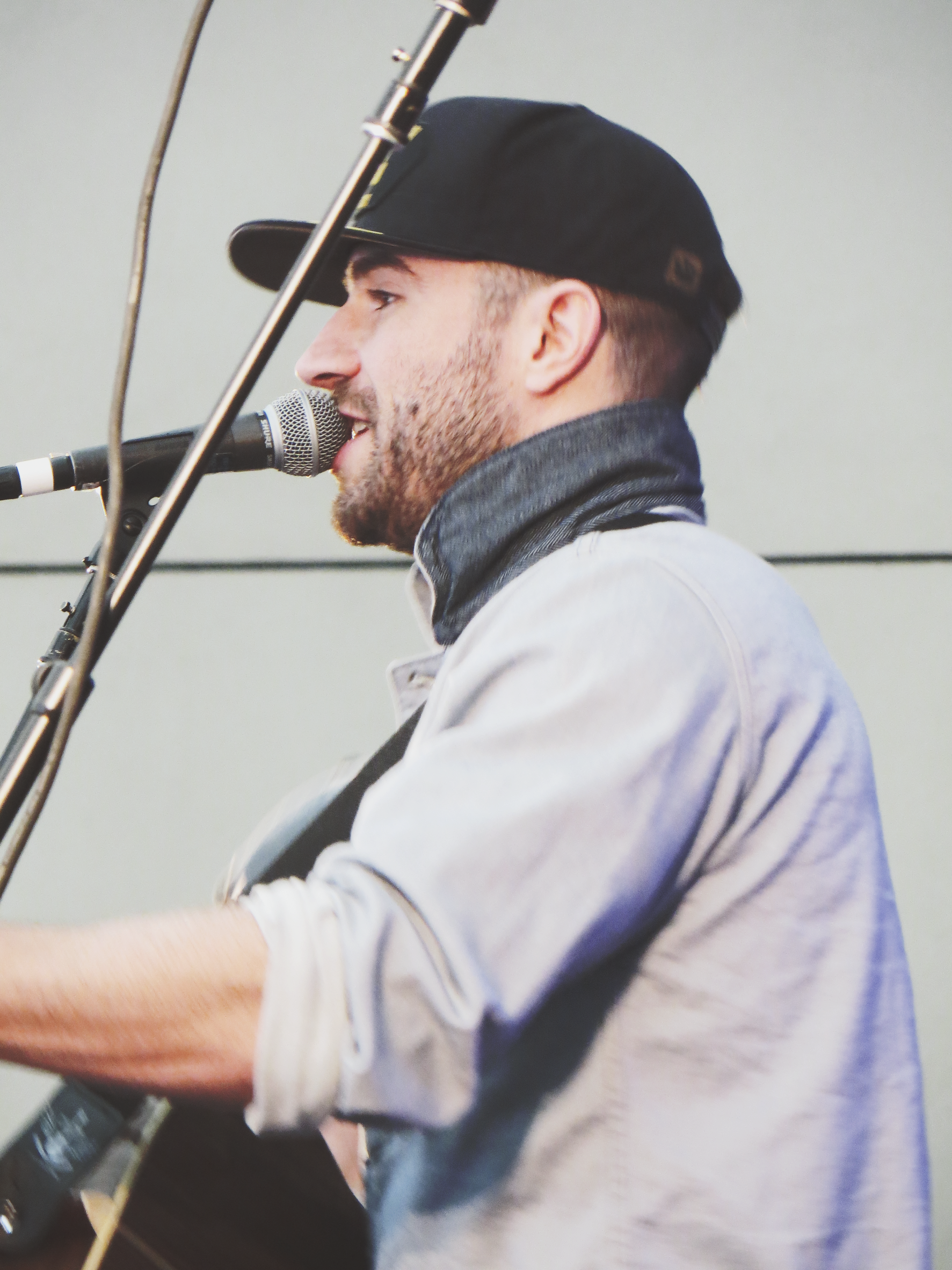
Sam Hunt (2014)

Sam Lawry Hunt (* 8. Dezember 1984 in Cedartown, Georgia) ist ein US-amerikanischer Country-Sänger und Songschreiber.

## Biografie
Während seiner Schul- und Studienzeit war Sam Hunt ein erfolgreicher American-Football-Spieler und spielte als Quarterback für die Middle Tennessee State University und die University of Alabama at Birmingham. Nach Ende seiner Ausbildung entschied er sich aber gegen eine mögliche Sportlerkarriere und wandte sich stattdessen der Musik zu.
Hunt ging in die Country-Hochburg Nashville, wo er sehr schnell einen Vertrag als Songwriter bekam. Es dauerte einige Zeit, bis sich Erfolge einstellten, dann wurden seine Songs auch von Stars wie Billy Currington, Keith Urban und Kenny Chesney aufgenommen, an dessen Country-Nummer-eins-Hit Come Over er beteiligt war.
Mit Ende 20 unternahm er dann Schritte hin zu einer eigenen Musikerkarriere und 2013 veröffentlichte er seine erste Single Raised on It, die es sogar in die hinteren Ränge der Country-Charts brachte. Ein Demoalbum mit dem Titel Between the Pines wenig später brachte ihm einen Plattenvertrag mit MCA Records. Seinen Durchbruch hatte er mit einer seiner ersten Veröffentlichungen im Sommer 2014 mit dem Song Leave the Night On. Das Lied erreichte die Spitze der Country-Charts und kam in den offiziellen Singlecharts auf Platz 30. Außerdem wurde es mit Doppelplatin ausgezeichnet. Eine EP mit dem Titel X2C brachte weitere Erfolge in den Country-Charts und kam in den Albumcharts auf Platz 36. 
Mit dem bereits vorhandenen Material stellte Sam Hunt sein Debütalbum mit dem Titel Montevallo zusammen, das bereits Anfang November desselben Jahres erschien. Es stieg ebenfalls auf Platz 1 der Country-Charts ein und erreichte Platz 3 der offiziellen Charts.
Sein Song "Take Your Time" platzierte sich ebenfalls auf Platz eins der Country-Charts (welchen er elf Wochen lang innehatte), sowie auf Platz 20 der allgemeinen Musikcharts und erreichte den ersten Platz der Jahreswertung der Country-Charts des Jahres 2015. Zudem war der Titel international erfolgreich und stieg unter anderem in Italien und den Niederlanden in die Charts ein.
Im April 2017 gelang ihm mit dem Song Body Like a Back Road erstmals der Einstieg in die Top 10 der Billboard Hot 100.

## Diskografie

### Alben
| Jahr | Titel      | Höchstplatzierung, Gesamtwochen, AuszeichnungChartplatzierungen (Jahr, Titel, Platzierungen, Wochen, Auszeichnungen, Anmerkungen) | Höchstplatzierung, Gesamtwochen, AuszeichnungChartplatzierungen (Jahr, Titel, Platzierungen, Wochen, Auszeichnungen, Anmerkungen) | Höchstplatzierung, Gesamtwochen, AuszeichnungChartplatzierungen (Jahr, Titel, Platzierungen, Wochen, Auszeichnungen, Anmerkungen) | Anmerkungen                                                  |
| Jahr | Titel      | UK | US | Country | Anmerkungen                                                  |
| ---- | ---------- | --- | --- | --- | ------------------------------------------------------------ |
| 2014 | Montevallo | UK93 (1 Wo.)UK | US3 ×4Vierfachplatin · (211 Wo.)US                                                                                                | Country1 (307 Wo.)Country | Erstveröffentlichung: 27. Oktober 2014 Verkäufe: + 4.320.000 |
| 2020 | Southside  | — | US5 Platin · (69 Wo.)US | Country1 (136 Wo.)Country | Erstveröffentlichung: 3. April 2020 Verkäufe: + 1.167.500    |

### Mixtapes
| Jahr | Titel                               | Höchstplatzierung, Gesamtwochen, AuszeichnungChartplatzierungen (Jahr, Titel, Platzierungen, Wochen, Auszeichnungen, Anmerkungen) | Höchstplatzierung, Gesamtwochen, AuszeichnungChartplatzierungen (Jahr, Titel, Platzierungen, Wochen, Auszeichnungen, Anmerkungen) | Höchstplatzierung, Gesamtwochen, AuszeichnungChartplatzierungen (Jahr, Titel, Platzierungen, Wochen, Auszeichnungen, Anmerkungen) | Anmerkungen                            |
| Jahr | Titel                               | UK | US | Country | Anmerkungen                            |
| ---- | ----------------------------------- | --- | --- | --- | -------------------------------------- |
| 2015 | Between the Pines: Acoustic Mixtape | — | US31 (8 Wo.)US | Country7 (23 Wo.)Country | Erstveröffentlichung: 27. Oktober 2015 |

### EPs
| Jahr | Titel | Höchstplatzierung, Gesamtwochen, AuszeichnungChartplatzierungen (Jahr, Titel, Platzierungen, Wochen, Auszeichnungen, Anmerkungen) | Höchstplatzierung, Gesamtwochen, AuszeichnungChartplatzierungen (Jahr, Titel, Platzierungen, Wochen, Auszeichnungen, Anmerkungen) | Höchstplatzierung, Gesamtwochen, AuszeichnungChartplatzierungen (Jahr, Titel, Platzierungen, Wochen, Auszeichnungen, Anmerkungen) | Anmerkungen                           |
| Jahr | Titel | UK | US | Country | Anmerkungen                           |
| ---- | ----- | --- | --- | --- | ------------------------------------- |
| 2014 | X2C   | — | US36 (8 Wo.)US | Country5 (8 Wo.)Country | Erstveröffentlichung: 12. August 2014 |

Weitere EPs
- 2015: Spotify Sessions
- 2015: Spotify Sessions II
- 2024: Locked Up

### Singles
| Jahr | Titel Album                                | Höchstplatzierung, Gesamtwochen, AuszeichnungChartplatzierungen (Jahr, Titel, Album, Platzierungen, Wochen, Auszeichnungen, Anmerkungen) | Höchstplatzierung, Gesamtwochen, AuszeichnungChartplatzierungen (Jahr, Titel, Album, Platzierungen, Wochen, Auszeichnungen, Anmerkungen) | Höchstplatzierung, Gesamtwochen, AuszeichnungChartplatzierungen (Jahr, Titel, Album, Platzierungen, Wochen, Auszeichnungen, Anmerkungen) | Anmerkungen                                                                    |
| Jahr | Titel Album                                | UK | US | Country | Anmerkungen                                                                    |
| --- | ------------------------------------------ | --- | --- | --- | ------------------------------------------------------------------------------ |
| 2013 | Raised on It Montevallo                    | — | US— GoldUS | Country49 (3 Wo.)Country | Erstveröffentlichung: 3. September 2013 Verkäufe: + 580.000                    |
| 2014 | Leave the Night On Montevallo              | — | US30 ×4Vierfachplatin · (21 Wo.)US | Country1 (28 Wo.)Country | Erstveröffentlichung: 16. Juni 2014 Verkäufe: + 4.240.000                      |
| 2014 | Take Your Time Montevallo                  | — | US20 ×6Sechsfachplatin · (32 Wo.)US | Country1 (42 Wo.)Country | Erstveröffentlichung: 24. November 2014 Verkäufe: + 6.810.000                  |
| 2015 | House Party Montevallo                     | — | US26 ×6Sechsfachplatin · (20 Wo.)US | Country1 (42 Wo.)Country | Erstveröffentlichung: 1. Juni 2015 Verkäufe: + 6.480.000                       |
| 2015 | Break Up in a Small Town Montevallo        | — | US29 ×6Sechsfachplatin · (20 Wo.)US | Country2 (47 Wo.)Country | Erstveröffentlichung: 21. September 2015 Verkäufe: + 6.400.000                 |
| 2016 | Make You Miss Me Montevallo                | — | US45 ×3Dreifachplatin · (19 Wo.)US | Country2 (39 Wo.)Country | Erstveröffentlichung: 7. März 2016 Verkäufe: + 3.240.000                       |
| 2017 | Drinkin’ Too Much Southside                | — | US89 (1 Wo.)US | Country16 (6 Wo.)Country | Erstveröffentlichung: 27. Januar 2017 Verkäufe: + 40.000; Promosingle          |
| 2017 | Body Like a Back Road Southside            | UK— GoldUK | US6 Diamant + Platin · (41 Wo.)US | Country1 (52 Wo.)Country | Erstveröffentlichung: 2. Februar 2017 Verkäufe: + 12.600.000                   |
| 2018 | Downtown’s Dead Southside                  | — | US94 Gold · (2 Wo.)US | Country14 (15 Wo.)Country | Erstveröffentlichung: 16. Mai 2018 Verkäufe: + 580.000                         |
| 2019 | Kinfolks Southside                         | — | US34 ×2Doppelplatin · (21 Wo.)US | Country3 (27 Wo.)Country | Erstveröffentlichung: 11. Oktober 2019 Verkäufe: + 2.160.000                   |
| 2019 | Sinning with You Southside                 | — | — | Country27 (4 Wo.)Country | Erstveröffentlichung: 15. November 2019 Promosingle                            |
| 2020 | Hard To Forget Southside                   | — | US26 ×2Doppelplatin · (20 Wo.)US | Country3 (27 Wo.)Country | Erstveröffentlichung: 9. März 2020 Verkäufe: + 2.240.000                       |
| 2020 | Breaking Up Was Easy In The 90’s Southside | — | US32 Platin · (20 Wo.)US | Country4 (34 Wo.)Country | Erstveröffentlichung: 12. Oktober 2020 Verkäufe: + 1.080.000                   |
| 2021 | Wishful Drinking Good Person               | — | US47 Platin · (20 Wo.)US | Country11 (59 Wo.)Country | Erstveröffentlichung: 2. August 2021 Verkäufe: + 1.040.000; mit Ingrid Andress |
| 2021 | 23 –                                       | — | US50 Platin · (20 Wo.)US | Country10 (29 Wo.)Country | Erstveröffentlichung: 9. September 2021 Verkäufe: + 1.080.000                  |
| 2022 | Water Under the Bridge –                   | — | US— GoldUS | Country27 (27 Wo.)Country | Erstveröffentlichung: 23. Juni 2022 Verkäufe: + 540.000                        |
| 2023 | Outskirts –                                | — | US66 Platin · (14 Wo.)US | Country14 (28 Wo.)Country | Erstveröffentlichung: 10. März 2023 Verkäufe: + 1.040.000                      |
| Folgende Lieder erschienen nicht als Single, wurden aber durch das Album zum Download und Streaming bereitgestellt und konnten somit eine Platzierung erlangen: |                                            | | | |                                                                                |
| |                                            | | | |                                                                                |
| 2014 | Ex to See Montevallo                       | — | US— PlatinUS | Country37 (21 Wo.)Country | Verkäufe: + 1.080.000                                                          |
| 2014 | Speakers Montevallo                        | — | US— PlatinUS | Country40 (20 Wo.)Country | Verkäufe: + 1.040.000                                                          |
| 2015 | Come Over Between the Pines                | — | US— GoldUS | Country42 (1 Wo.)Country | Verkäufe: + 540.000                                                            |
| 2020 | 2016 Southside                             | — | — | Country25 (2 Wo.)Country | Verkäufe: + 40.000                                                             |
| 2020 | Young Once Southside                       | — | — | Country34 (1 Wo.)Country |                                                                                |
| 2020 | That Ain’t Beautiful Southside             | — | — | Country50 (1 Wo.)Country |                                                                                |
| 2025 | Country House Locked Up                    | — | US98 (1 Wo.)US | Country27 (… Wo.)Country |                                                                                |

### Gastbeiträge
- 2021: When Was It Over? (Sasha Sloan feat. Sam Hunt)

## Auszeichnungen für Musikverkäufe
| Goldene Schallplatte - Kanada - 2022: für die Single Wishful Drinking - 2022: für die Single When Was It Over? - 2023: für die Single Come Over - 2023: für die Single Water Under the Bridge - 2023: für das Lied Speakers - 2023: für das Lied Cop Car - 2023: für das Lied Single for the Summer - 2023: für das Lied 2016 - 2023: für die Single Drinkin’ Too Much - 2025: für die Single Outskirts - Neuseeland - 2019: für das Album Montevallo - 2024: für das Album Southside - Vereinigte Staaten - 2015: für die Autorenbeteiligung We Are Tonight (Billy Currington) - 2021: für das Lied Cop Car - 2021: für das Lied Single for the Summer Platin-Schallplatte - Kanada - 2021: für die Single Breaking Up Was Easy In The 90’s - 2023: für die Single 23 - 2023: für die Single Raised on It - 2023: für das Lied Ex to See - 2023: für die Single Downtown’s Dead - Neuseeland - 2022: für die Single Take Your Time - Vereinigte Staaten - 2012: für die Autorenbeteiligung Come Over (Kenny Chesney) - 2014: für die Autorenbeteiligung Cop Car (Keith Urban) | 2× Platin-Schallplatte - Italien - 2016: für die Single Take Your Time - Kanada - 2023: für das Album Southside - 2023: für die Single Kinfolks 3× Platin-Schallplatte - Kanada - 2023: für die Single Make You Miss Me - 2023: für die Single Leave the Night On - 2023: für die Single Hard To Forget - Niederlande - 2016: für die Single Take Your Time 4× Platin-Schallplatte - Kanada - 2023: für das Album Montevallo - Neuseeland - 2023: für die Single Body Like a Back Road | 5× Platin-Schallplatte - Kanada - 2023: für die Single Break Up in a Small Town 6× Platin-Schallplatte - Australien - 2020: für die Single Body Like a Back Road - Kanada - 2023: für die Single House Party 7× Platin-Schallplatte - Kanada - 2023: für die Single Take Your Time Diamantene Schallplatte - Kanada - 2023: für die Single Body Like a Back Road |

Anmerkung: Auszeichnungen in Ländern aus den Charttabellen bzw. Chartboxen sind in ebendiesen zu finden.
| Land/RegionAuszeichnungen für Musikverkäufe (Land/Region, Auszeichnungen, Verkäufe, Quellen) | Silber | Gold       | Platin       | Diamant     | Verkäufe   | Quellen              |
| -------------------------------------------------------------------------------------------- | ------ | ---------- | ------------ | ----------- | ---------- | -------------------- |
| Australien (ARIA)                                                                            | —      | —          | 6× Platin6   | —           | 420.000    | aria.com.au          |
| Italien (FIMI)                                                                               | —      | —          | 2× Platin2   | —           | 100.000    | fimi.it              |
| Kanada (MC)                                                                                  | —      | 10× Gold10 | 40× Platin40 | Diamant1    | 4.400.000  | musiccanada.com      |
| Neuseeland (RMNZ)                                                                            | —      | 2× Gold2   | 5× Platin5   | —           | 165.000    | radioscope.co.nz NZ2 |
| Niederlande (NVPI)                                                                           | —      | —          | 3× Platin3   | —           | 120.000    | nvpi.nl              |
| Vereinigte Staaten (RIAA)                                                                    | —      | 7× Gold7   | 43× Platin43 | Diamant1    | 56.500.000 | riaa.com             |
| Vereinigtes Königreich (BPI)                                                                 | —      | Gold1      | —            | —           | 400.000    | bpi.co.uk            |
| Insgesamt                                                                                    | —      | 21× Gold21 | 99× Platin99 | 2× Diamant2 |            |                      |